# Giovanni Michelazzi
Giovanni Michelazzi (Roma, 11 luglio 1879 – San Domenico di Fiesole, 22 agosto 1920) è stato un architetto italiano e uno dei più importanti esponenti dello stile Liberty in Toscana.

## Biografia
Nato a Roma, lasciò la capitale in tenera età per trasferirsi a Lucca e, successivamente, a Firenze, città nella quale conseguì il diploma in Architettura nel luglio 1901.
Michelazzi è l'architetto che ha realizzato tutte le opere architettoniche di maggior rilievo in stile Liberty a Firenze. Eppure della sua opera si era persa quasi completamente memoria, tanto che alcune sue costruzioni sono state demolite negli anni 50 e 60 e solo negli ultimi trent'anni si è ricostruita la sua attività alla quale la critica ha attribuito un posto di rilievo nell'architettura del XX secolo in Italia.
La sua comparsa come architetto sulla scena fiorentina risale al 1902-03 con un intervento di scarso rilievo ma altamente significativo di quello che sarà il suo metodo progettuale, capace di influenzare lo stile Liberty toscano. L'intervento consiste nell'aggiunta ad un tradizionale villino posto nell'ottocentesco viale del Poggio Imperiale a Firenze di una pensilina in ferro e vetro, un nuovo portale, e la completa revisione del balcone sovrastante, aggiungendo montanti in calcestruzzo che si attaccano al muro con una morbida plasticità e un'estensione a membrana.
Michelazzi con questo piccolo intervento rivelava chiaramente l'origine del suo linguaggio, riconducibile all'Art Nouveau francese e belga, ma mostrava anche il suo metodo di lavoro che era basato su finissime elaborazioni dell'apparato decorativo poggiato sul piano murario e vi si possono rintracciare alcuni stilemi che saranno ricorrenti nelle sue opere comprese certe figure come quella del drago. Se il 1911 è l'anno d'oro per Michelazzi con la realizzazione del suo capolavoro, Casa-galleria Vichi sempre a Firenze, ne segna anche il percorso involutivo che lo porterà a realizzare edifici segnati da un recupero stilistico al ritroso, dal villino Baroncelli in via Duprè del 1914, per finire col neorinascimentale della casa d'abitazione di via Giovanni Prati a Firenze del 1915.
Si tolse la vita a soli 41 anni, nella notte tra il 21 e il 22 agosto 1920, davanti alla Badia Fiesolana, in località San Domenico, in virtù di una clausola, presente nella causa di separazione dalla moglie, che affidava a quest'ultima la custodia dei figli. Il luogo del decesso era davanti alla scuola dove intendeva iscrivere il figlio. Per caso in quella stessa zona, nel gennaio 1901, si era spento il pittore e grafico svizzero Arnold Böcklin, che in loco aveva acquistato una villa nel 1895, ispiratore di Michelazzi stesso.

## Opere principali
- Progetto per un teatro al Cairo, 1879 circa, con Giovanni Paciarelli.
- Ristrutturazione parziale del villino in viale del Poggio imperiale 38 a Firenze, 1902-1903.
- Villa di viale Michelangelo 59 a Firenze, 1904, distrutto nel 1962.
- Villa Ventilari in viale Mazzini a Firenze, dal 1905, distrutta nel 1956.
- Villino Ravazzini in via Scipione Ammirato 101 a Firenze, 1906-1907.
- Villino di Adolfo Lampredi, in di via Giano Della Bella 13 a Firenze, 1908-1909.
- Villino di Giulio Lampredi, in di via Giano Della Bella 9 a Firenze, 1908-1910.
- Arredo del caffè Doney a Firenze, 1908-1909, distrutto (non ne esiste memoria fotografica).
- Villino Broggi-Caraceni in via Scipione Ammirato 99 a Firenze, 1910-1911.
- Casa-galleria Vichi in Borgo Ognissanti 26 a Firenze, 1911.
- Villino Marzi in viale Michelangiolo 46 a Firenze, 1912-13.
- Palazzina Bini in via Guglielmo Marconi 27-29[2][1] a Firenze, 1913 circa.
- Palazzina in via Giovanni Prati 13 a Firenze, 1915.
- Villino Galeotti-Flori in via XX Settembre 72 a Firenze, 1914-1915.
- Villino Baroncelli in via Duprè 75 a Firenze, 1918-1920.